# Arunrat Chaveerach
Arunrat Chaveerach ( 1965 - ) es una botánica, y profesora tailandesa.
Obtuvo su Ph.D en Bioquímica, en la Universidad Khon Kaen.

## Algunas publicaciones
- 1) Tanomtong, A., Chaveerach, A., Phanjun, G., Kaensa, W., and Khunsook, S. 2005. New records of chromosomal features in Indian Muntjacs (Muntiacus muntjak) and Fea’s Muntjacs (M. feae) of Thailand. Cytologia 70(1): 71-77
- 2) Tanomtong, A., Chaveerach, A., Sriphoom, A. and Bunjonrat, R. 2005. Cytogenetic study on wild animal species of the subfamily Paradoxurinae in Thailand. Cytologia 70(3): 249-255
- 3) Daduang, S., Sattayasai, N., Sattayasai, J., Tophrom, P., Thammathaworn, A., Chaveerach, A. and Kokchaiyaphum, M. 2005. Screening of plants containing Naja naja siamensis cobra venom inhibitory activity using modified ELISA technique. Analytical Biochemistry 341(2): 316-325
- 4) Uawonggul, N., Chaveerach, A., Thammasirirak, S., Arkaravichien, T., Chuachan, C. and Daduang, S. 2005. Screening of plants acting against Heterometrus laoticus scorpion venom activity on fibroblast cell lysis. Journal of Ethnopharmacology 103(2): 201-207
- 5) Tanomtong, A., Khunsook, S., Chaveerach, A., Kaensa, W., and Bunjonrat, R. 2006. Comparative phylogenetic studies of Rhesus monkey (Macaca mulatta) and Human (Homo sapiens) using G-banding pattern. Cytologia 71(1): 87-92. Corresponding author.
- 6) Tanomtong, A., Chaveerach, A. and Bunjonrat, R. 2006. Comparative karyotypic studies on three species of the subfamily Viverrinae in Thailand. Cytologia 71(3): 269-273
- 7) Uawonggul, N., Thammasirirak, S., Chaveerach, A., Arkaravichien, T., Bunyatratchata, W., Ruangjirachuporn, W., Jearranaiprepame, P., Nakamura, T., Matsuda, M., Kobayashi, M., Hattori, S. and Daduang, S. 2006. Purification and characterization of Heteroscorpine-1 (HS-1) toxin from Heterometrus laoticus scorpion venom. Toxicon 49(1): 19-29
- 8) Kakampuy, W., Tanomtong, A., Chaveerach, A. and Sangpakdee, W. 2007. New Robertsonian translocation chromosomes in captive Thai gaur (Bos gaurus). Pakistan Journal of Biological Science 10(13): 2185-2191
- 9) Sudmoon, R., Sattayasai, N., Bunyatratchata, W., Chaveerach, A. and Nuchadomrong, S. 2008. Thermostable mannose-binding lectin from Dendrobium findleyanum with activities dependent on sulfhydryl content. Acta Biochimica et Biophysica Sinica 40(9): 811-818
- 10) Sattayasai, N., Sudmoon, R., Nuchadomrong, S., Chaveerach, A., Kuehnle, A.R., Mudalige-Jayawickrama, R.G. and Bunyatratchata, W. 2009. Dendrobium findleyanum agglutinin: production, localization, anti-fungal activity and gene characterization. Plant Cell Reports 28(8): 1243-1252
- 11) Sudmoon, R., Sattayasai, N., Chaveerach, A., Nuchadomrong, S., Kuehnle, A.R. and Mudalige-Jayawickrama, R.G. 2009. Thermostable mannose binding lectin from Dendrobium findleyanum: production, localization and characterization. ComBio 2009 Conference, Christchurch, 6-10 December 2009
- 12) Lattmann, E., Sattayasai, J., Sattayasai, N., Staaf, A., Phimmasone, S., Schwalbe, C.H., Chaveerach, A. 2010. In-vitro and in-vivo antivenin activity of 2-[2-(5,5,8a-trimethyl-2-methylene-decahydro-napthalen-1-yl)-ethylidene]-succinaldehyde against Ophiophagus Hannah venom. Journal of Pharmacy and Pharmacology 62(2): 257-262
- 13) Gomontean, B., Tanomtong, A., Kakampuy, W. and Chaveerach, A. 2010. A novel robertsonian translocation [57, rob (1/29) (4/28)] and polymorphism of nucleolar organizer regions (Nors) of captive Thai banteng (Bos javanicus birmanicus). Cytologia 74(4): 427-436
- 14) Lattmann, E., Sattayasai, J., Sattayasai, N., Staaf, A., Phimmasone, S., Schwalbe, C.H., Chaveerach, A. 2010. In-vitro and in-vivo antivenin activity of 2-[2-(5,5,8a-trimethyl-2-methylene-decahydro-napthalen-1-yl)-ethylidene]-succinaldehyde against Ophiophagus Hannah venom. J. of Pharmacy and Pharmacology 62(2): 257-262
- 15) Chaveerach, A., Sudmoon, R., Tanee, T., Mokkamul, P. 2010. Notes on Piper rubroglandulosum (Piperaceae) in Thailand. Acta Phytotaxonomica et Geobotanica 60(3): 175-177
- 16) Gomontean, B., Tanomtong, A., Kakampuy, W., Chaveerach, A. 2010. A novel robertsonian translocation [57, rob (1/29) (4/28)] and polymorphism of nucleolar organizer regions (Nors) of captive Thai banteng (Bos javanicus birmanicus). Cytologia 74(4): 427-436

### Libros
- Arunrat Chaveerach, Runglawan Sudmoon, Tawatchai Tanee, Piya Mokkamul, Chatthong Juajan. 2005. The genus Piper in Thailand. Khon Kaen: Khon Kaen Karnpim. 114 pp. ISBN 974-666-554-5. (en thai). 2ª ed. Khon Kaen Karnpim. 163 pp. ISBN 978-616-549-005-4
- Arunrat Chaveerach. 2005. Aquatic Plants. 2ª ed. Department of Biology, Faculty of Science, Khon Kaen University, Tailandia. 149 pp. ISBN 974-654-021. (en thai)
- Arunrat Chaveerach. 2009. Plant Molecular Systematics. Text Book Development Program, Faculty of Science, Khon Kaen University, Tailandia. 172 pp. ISBN 978-616-7183-76-3. (en thai)

## Honores
- Certificado de Persona sobresaliente en Biología, en Who’s Who en el Mundo 2010, Nueva Jersey
- Honor por los TOP 100 CIENTÍFICOS 2010, del The International Biographical Centre, Cambridge

- La abreviatura «Chaveer.» se emplea para indicar a Arunrat Chaveerach como autoridad en la descripción y clasificación científica de los vegetales.[1]